# Amblyomma rhinocerotis

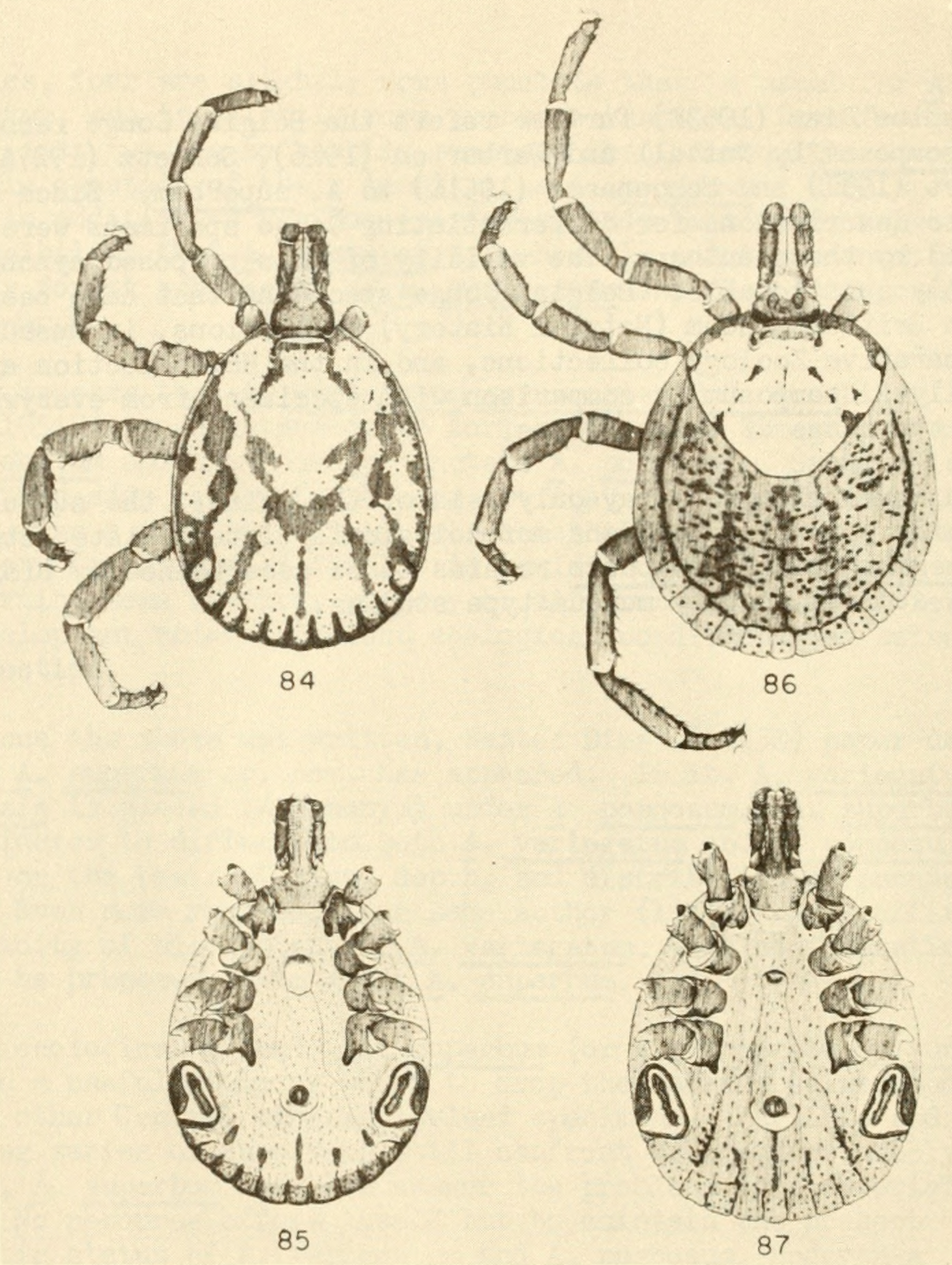
Amblyomma rhinocerotis, männliche (links) und weibliche Adulti, dorsal (oben) und ventral

Amblyomma rhinocerotis ist ein blutsaugender Ektoparasit an den beiden afrikanischen Nashörnern Breitmaulnashorn (Ceratotherium simum) und Spitzmaulnashorn (Diceros bicornis). Sie ist eine sehr große Zecke und eine von etwa 130 Arten der Gattung Amblyomma in der Familie Schildzecken (Ixodidae).

## Merkmale
Die nachfolgenden Angaben basieren auf einer Beschreibung der Parasitologen Olga V. Voltzit und James E. Keirans aus dem Jahr 2003. Die Publikation ist wesentlich detaillierter als die 1778 veröffentlichte Erstbeschreibung, basiert aber nur auf der Untersuchung je einer männlichen und weiblichen Zecke der United States National Tick Collection, die von Rindern in Uganda stammen. Larven und Nymphen wurden bisher nicht beschrieben.

### Adulte männliche Zecken
Das Scutum männlicher Zecken ist breit oval, mit einer Länge von 7,9 Millimeter, gemessen von den Spitzen der Scapulae beiderseits des Capitulum bis zum Hinterrand des Körpers. Die maximale Breite, in der Körpermitte, beträgt 6,75 Millimeter. Das Capitulum misst vom hinteren Rand bis zur Spitze der Palpen 2,78 Millimeter und ist 1,5 Millimeter breit. Das große Scutum hat eine braune Grundfarbe und eine Zeichnung, die aus einem großen und auf dem Hinterleib und den Festons mehreren kleinen metallisch goldfarbenen Flecken besteht. Am Hinterrand des Körpers befinden sich schmale, kurze Festons, die keine sklerotisierten Platten aufweisen. Das Scutum ist mit zahlreichen großen und kleinen Poren besetzt. Die beiden Augen sind rund, konvex und sitzen an den Rändern des Scutums. Die Bauchseite weist eine Genitalöffnung zwischen den Coxen des zweiten und dritten Beinpaars auf. Die Analöffnung befindet sich nach etwa zwei Drittel der Körperlänge. Die Coxen des ersten Beinpaars haben zwei Dorne, der äußere ist länger und reicht fast an die Coxe des zweiten Beinpaares heran. Bei den Coxen des zweiten und dritten Beinpaars ist nur ein einzelner kurzer, paddelförmiger Dorn vorhanden, die des vierten Beinpaars tragen einen einzelnen sehr langen Dorn, der in Richtung des Anus weist.

### Adulte weibliche Zecken
Das Idiosoma des Weibchens ist breit oval, mit einer Länge von 10 Millimeter, gemessen von den Spitzen der Scapulae bis zum Hinterrand. Die maximale Breite, in der Körpermitte, beträgt 8,25 Millimeter. Das Capitulum ist 3,2 Millimeter lang und 1,8 Millimeter breit. Das dunkelbraune, symmetrisch pentagonale Scutum hat eine golden und rosa schimmernde helle Zeichnung, die fast über seine gesamte Oberfläche reicht. Es ist 4,8 Millimeter lang und 5,55 Millimeter breit und weist zahlreiche Poren auf. Am Hinterrand des Körpers befinden sich schmale, kurze Festons. Die beiden Augen sind rund, konvex und sitzen an den Rändern des Scutums. Die Bauchseite weist eine U-förmige Genitalöffnung zwischen den Coxen des zweiten und dritten Beinpaars auf. Die Analöffnung befindet sich nach etwa zwei Drittel der Körperlänge. Die Coxen des ersten Beinpaars haben lange runde innere und äußere Dorne, der äußere ist länger und gebogen. Bei den Coxen des zweiten und dritten Beinpaars ist nur ein einzelner kurzer, breit abgerundeter Dorn vorhanden, die des vierten Beinpaars tragen einen einzelnen langen und abgerundeten Dorn.

## Lebensweise und Verbreitung
Die Hauptwirte adulter Amblyomma rhinocerotis sind das Breitmaulnashorn und das Spitzmaulnashorn. Als gelegentliche Wirte werden Boas und Schildkröten genannt, einzelne Berichte gibt es über Funde an Flusspferden, Elenantilopen, Schweinen und Katzen. Die Larven und Nymphen wurden noch nicht beschrieben und  es liegen keine Informationen über ihre Wirte vor. Amblyomma rhinocerotis kommt in Zentral-, Ost- und Südafrika über das gesamte Verbreitungsgebiet seiner beiden Hauptwirte vor.

## Überträger von Piroplasmen
Zwei von Zecken als Vektor übertragene Piroplasmen, Babesia bicornis und Theileria bicornis, können bei Spitzmaulnashörnern Parasitosen mit tödlichem Verlauf verursachen. Der Zeckenwirt ist noch nicht identifiziert, doch Amblyomma rhinocerotis und Dermacentor rhinocerinus wurden in der Literatur vorgeschlagen. Es gilt als wahrscheinlich, dass mit diesen Zecken auch die beiden Piroplasmen aussterben würden. Eine jüngere Studie aus Südafrika zeigte, dass von untersuchten Breitmaulnashörnern mehr als 36 Prozent mit Theileria bicornis und mehr als neun Prozent mit Theileria equi infiziert waren. Bei Breitmaulnashörnern verliefen die Infektionen allerdings asymptomatisch. Eine besondere Bedeutung hat die Babesiose für ausgewilderte Nashörner, die in ihrer Jugend nicht mit den Erregern konfrontiert waren und in der Freiheit Infektionen mit schweren Krankheitsverläufen erleben können.

## Gefährdung
Die US-amerikanischen Parasitologen Lance A. Durden und James E. Keirans führen Amblyomma rhinocerotis neben Amblyomma personatum, Cosmiomma hippopotamensis und Dermacentor rhinocerinus als eine jener Arten von Zecken auf, die ausschließlich oder fast ausschließlich Breitmaulnashorn und Spitzmaulnashorn parasitieren. Die Zeckenpopulationen gingen mit denen ihrer Wirte zurück. Der Bestand der wirtsspezifischen Parasiten ist auch dadurch gefährdet, dass eingefangene Nashörner vor ihrer Freilassung routinemäßig von ihren Parasiten befreit und mit Antiparasitika behandelt werden. Amblyomma rhinocerotis ist im Vergleich zu artspezifischen Parasiten des Spitzmaulnashorns, wie Amblyomma personatum, weniger stark gefährdet. Die Untersuchung der Zeckenfauna beider Nashornarten im südlichen Afrika erbrachten Nachweise für Amblyomma rhinocerotis, aber nur mit einer Prävalenz von maximal 16,3 Prozent. Demgegenüber betrug die Prävalenz des Befalls mit Amblyomma hebraicum bei beiden Nashornarten bis 100 Prozent.

## Systematik

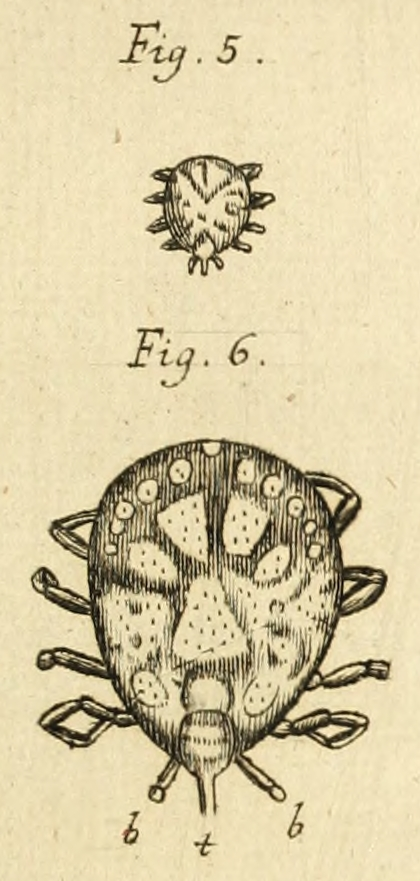
Acarus rhinocerotis (De Geer, 1778), Zeichnung aus der Erstbeschreibung

### Äußere Systematik
Amblyomma rhinocerotis (De Geer, 1778) gehört mit mehr als 700 Arten in 14 Gattungen zur weltweit verbreiteten Familie der Schildzecken (Ixodidae). Die Gattung Amblyomma umfasst etwa 130 Arten, die an Säugetieren, Reptilien und Amphibien parasitieren.

### Erstbeschreibung und Taxonomiegeschichte
Die Erstbeschreibung von Amblyomma rhinocerotis und Amblyomma sylvaticum als die beiden ersten südafrikanischen Zeckenarten erfolgte durch Carl De Geer im 1778 posthum veröffentlichten siebten Band seiner Mémoires pour servir à l’histoire des Insectes. Die heute anerkannte Kombination Amblyomma rhinocerotis (De Geer, 1778) wurde 1844 ohne nähere Erläuterungen von dem deutschen Zoologen Carl Ludwig Koch in seiner Arbeit Systematische Übersicht über die Ordnung der Zecken veröffentlicht. Weder durch de Geer noch durch spätere Bearbeiter wurden Typen festgelegt.

### Synonymie

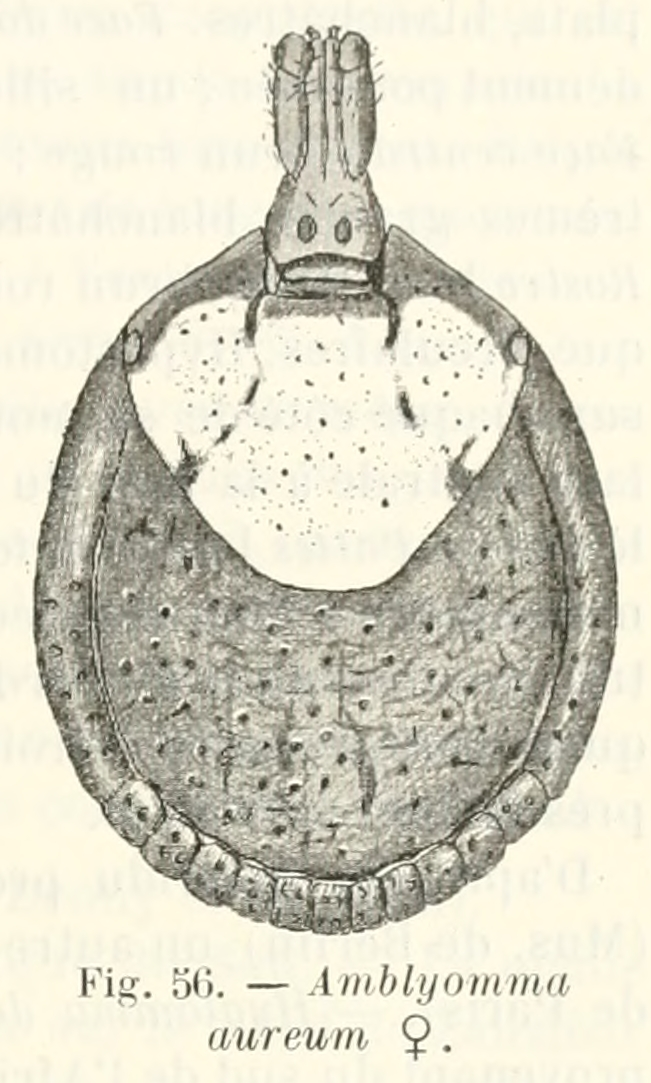
Amblyomma aureum Neumann, 1899 (Synonym), weibliche Zecke, Zeichnung aus der Erstbeschreibung

Für Amblyomma rhinocerotis wurden im Laufe der Zeit mehrere Synonyme veröffentlicht, und es herrschte zeitweise auch wegen der fehlenden Typen und dem ähnlichen Artepithet von Dermacentor rhinocerinus keine Klarheit darüber, welche Art mit dem Namen bezeichnet wurde. Die folgenden Namen gelten als Synonyme, daneben gibt es einige Falschschreibungen:
- Acarus rhinocerotis de Geer, 1778[10]
- Cynorhaestes rhinocerotis Hermann, 1804
- Ixodes rhinocerotis Fabricius, 1805[13]
- Ixodes walckenaeri Gervais, 1842[1]
- Amblyomma petersi Karsch, 1878[14]
- Dermacentor rhinocerotis Neumann, 1897[15]
- Amblyomma walckenaeri (Gervais, 1844)[16]
- Amblyomma foai Neumann, 1899[16]
- Amblyomma aureum Neumann, 1899[16]